# Final del Campionat del Món de Clubs de futbol 2009
La final del Campionat del Món de Clubs de futbol 2009 fou el partit final del Campionat del Món de Clubs de futbol 2009, un torneig de futbol disputat entre els equips campions de les sis confederacions continentals de la FIFA. El partit es va disputar a l'Estadi Xeic Zayed, a Abu Dhabi, el 19 de desembre de 2009, entre l'Estudiantes de La Plata argentí, campió de la màxima competició de clubs de la CONMEBOL, i el FC Barcelona campió de la lliga de campions de la UEFA.
El davanter d'Estudiantes Mauro Boselli va obrir el marcador al minut 37, però Pedro va igualar pel Barça a un minut dels 90 reglamentaris. Lionel Messi va marcar el gol de la victòria als cinc minuts de la segona part de la pròrroga, permetent així que el Barça establís un rècord en guanyar els sis torneigs disputats durant l'any 2009.

## Camí a la final
| Estudiantes                                | Equip             | FC Barcelona                                          |
| ------------------------------------------ | ----------------- | ----------------------------------------------------- |
| CONMEBOL                                   | Confederació      | UEFA                                                  |
| Campió de la Copa Libertadores 2009        | Classificació     | Campió de la Lliga de Campions de la UEFA 2008-09     |
| Exempt                                     | Ronda de Play-off | Exempt                                                |
| Exempt                                     | Quarts de final   | Exempt                                                |
| 2–1 Pohang Steelers · (Benítez 45+2', 53') | Semifinals        | 3–1 CF Atlante · (Busquets 35', Messi 55', Pedro 67') |

## Partit

### Detalls

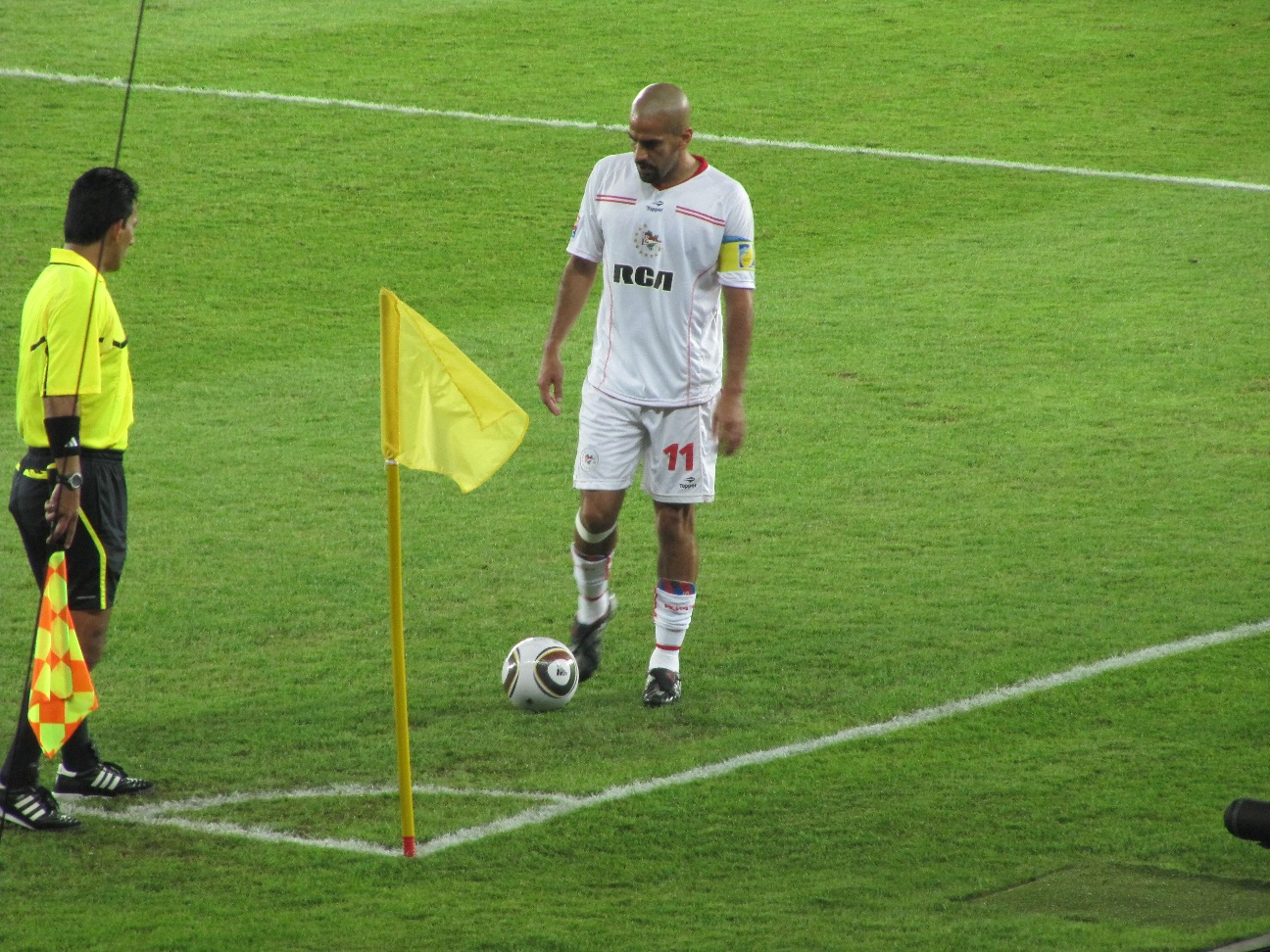
Juan Sebastián Verón anant a xutar un córner durant la final.

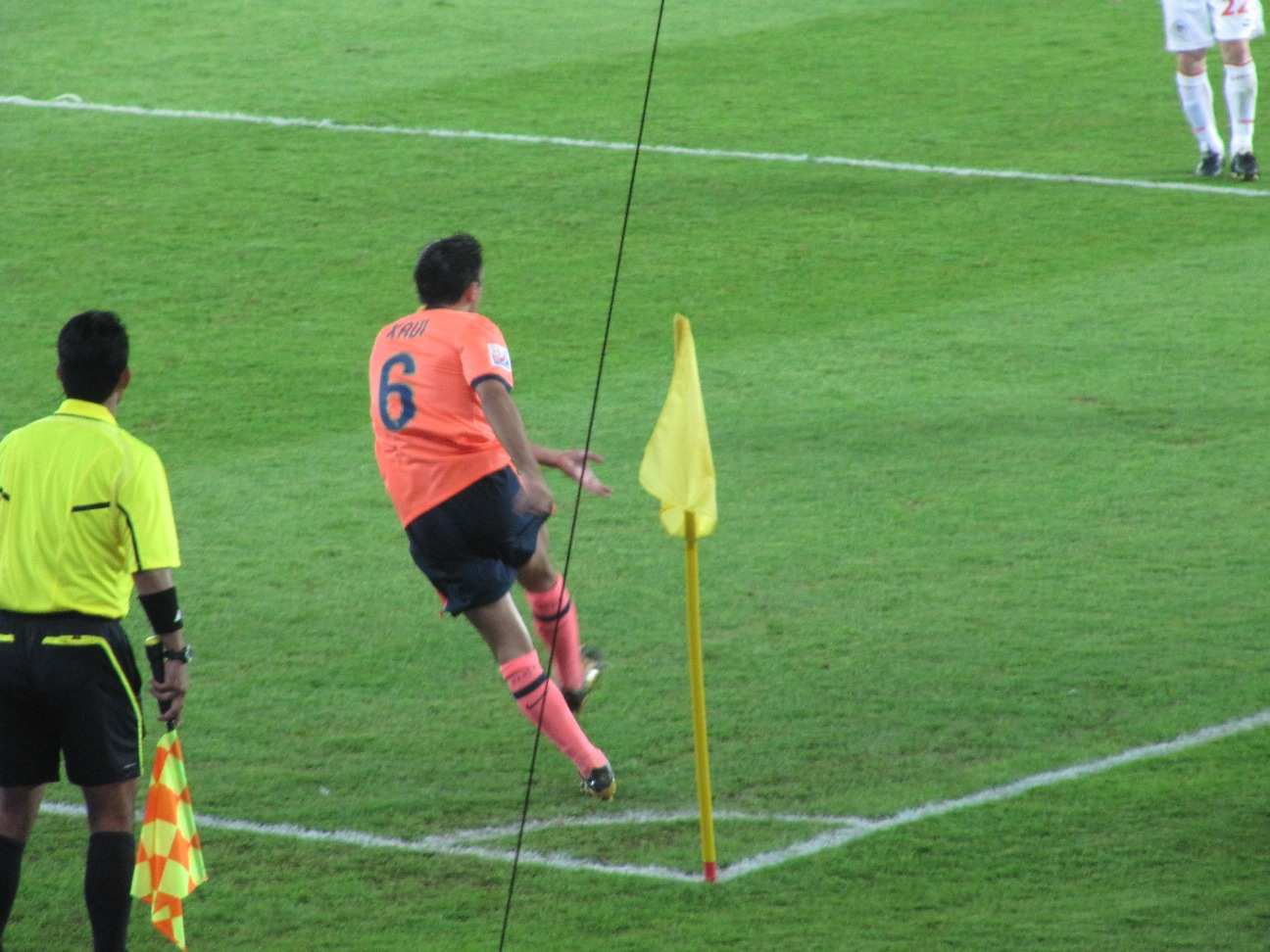
Xavi xutant un córner durant la final.

| Estudiantes | 1–2 (pr.) | FC Barcelona           |
| ----------- | --------- | ---------------------- |
| Boselli 37' | Detalls   | Pedro 89' · Messi 110' |

| Estudiantes | FC Barcelona |

| GK                | 25 | Damián Albil             |       |       |
| SW                | 2  | Leandro Desábato         | 119'  |       |
| RB                | 30 | Clemente Rodríguez       | 58'   |       |
| CB                | 3  | Christian Cellay         |       |       |
| CB                | 16 | Germán Ré                |       | 90+1' |
| LB                | 13 | Juan Manuel Díaz         | 45+2' |       |
| DM                | 22 | Rodrigo Braña            | 119'  |       |
| RM                | 8  | Enzo Pérez               | 65'   | 79'   |
| CM                | 11 | Juan Sebastián Verón (c) |       |       |
| LM                | 23 | Leandro Benítez          |       | 76'   |
| CF                | 17 | Mauro Boselli            |       |       |
| Canvis:           |    |                          |       |       |
| MF                | 5  | Matías Sánchez           | 94'   | 76'   |
| MF                | 18 | Maxi Núñez               |       | 79'   |
| DF                | 21 | Marcos Rojo              | 112'  | 90+1' |
| Entrenador:       |    |                          |       |       |
| Alejandro Sabella |    |                          |       |       |

| GK            | 1  | Víctor Valdés      | 118' |     |
| RB            | 2  | Dani Alves         |      |     |
| CB            | 3  | Gerard Piqué       |      |     |
| CB            | 5  | Carles Puyol (c)   |      |     |
| LB            | 22 | Éric Abidal        |      |     |
| DM            | 15 | Seydou Keita       |      | 46' |
| CM            | 6  | Xavi               |      |     |
| CM            | 16 | Sergio Busquets    |      | 79' |
| RW            | 10 | Lionel Messi       | 23'  |     |
| LW            | 14 | Thierry Henry      | 82'  | 83' |
| CF            | 9  | Zlatan Ibrahimović |      |     |
| Canvis:       |    |                    |      |     |
| FW            | 17 | Pedro              |      | 46' |
| MF            | 24 | Yaya Touré         |      | 79' |
| FW            | 7  | Jeffrén            |      | 83' |
| Entrenador:   |    |                    |      |     |
| Pep Guardiola |    |                    |      |     |

| Millor jugador del partit: Lionel Messi (Barcelona) Àrbitres assistents: Héctor Vergara (Canadà) Marvin Torrentera (Mèxic) Quart àrbitre: Ravshan Irmatov (Uzbekistan) Àrbitre assistent suplent: Abdukhamidullo Rasulov (Uzbekistan) | Regles del partit - 90 minuts. - 30 minuts de temps afegit si calgués. - Tanda de penals si el marcador encara estigués empatat - Dotze suplents - Màxim de tres canvis |

### Estadístiques

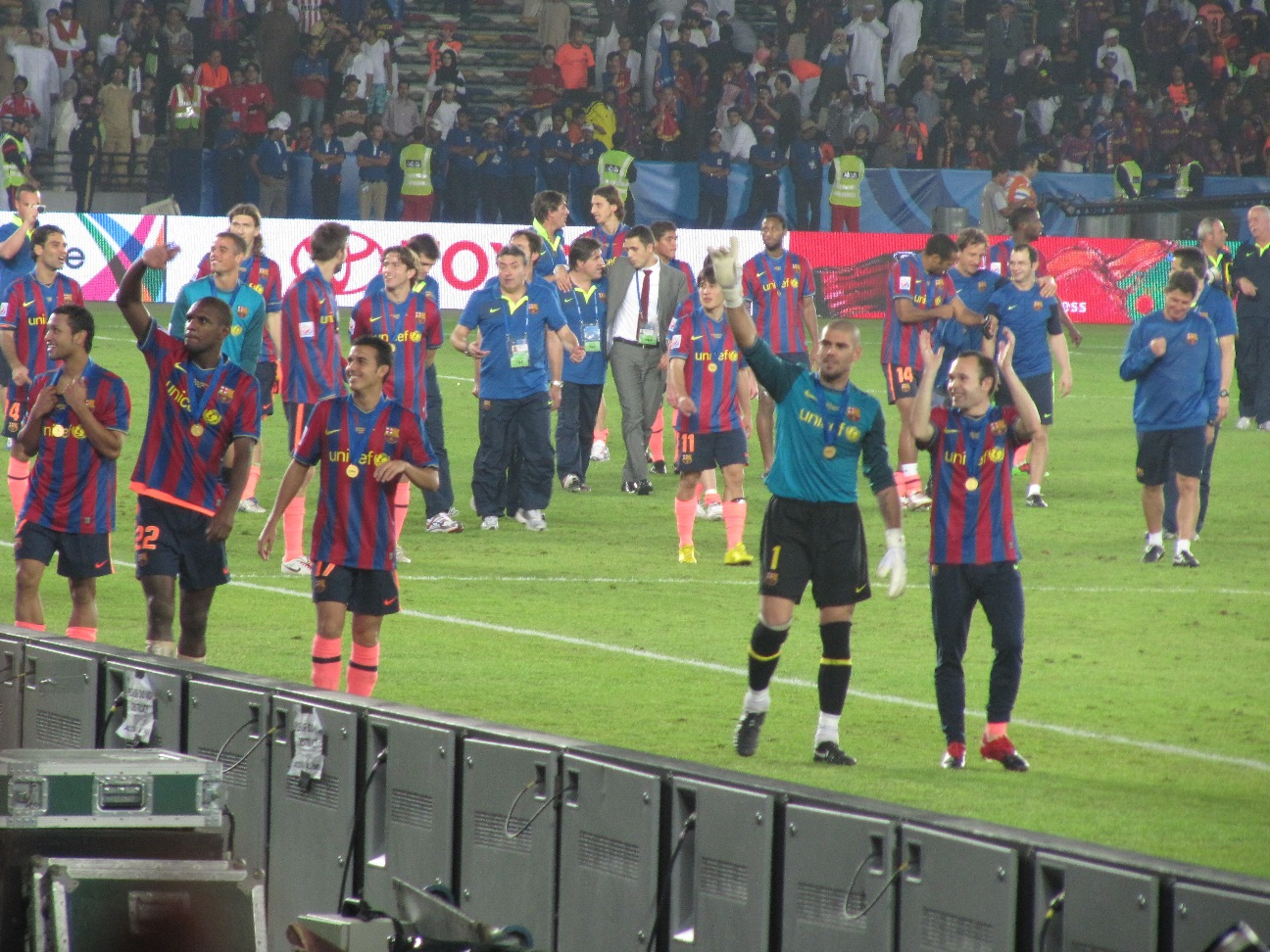
Els jugadors del FC Barcelona celebrant la victòria després del partit.

| \| \| Estudiantes \| Barcelona \| \| --------------------- \| ----------- \| --------- \| \| Gols marcats \| 1 \| 2 \| \| Xuts totals \| 3 \| 16 \| \| Xuts entre els 3 pals \| 1 \| 4 \| \| Possessió \| 36% \| 64% \| \| Còrners \| 3 \| 10 \| \| Faltes comeses \| 29 \| 19 \| \| Fores de joc \| 8 \| 1 \| \| Targetes grogues \| 7 \| 3 \| \| Targetes vermelles \| 0 \| 0 \| |             |           |
| | Estudiantes | Barcelona |
| Gols marcats | 1           | 2         |
| Xuts totals | 3           | 16        |
| Xuts entre els 3 pals | 1           | 4         |
| Possessió | 36%         | 64%       |
| Còrners | 3           | 10        |
| Faltes comeses | 29          | 19        |
| Fores de joc | 8           | 1         |
| Targetes grogues | 7           | 3         |
| Targetes vermelles | 0           | 0         |